# Кленце (город)
Кленце (нем. Clenze) — община в Германии, в земле Нижняя Саксония.
Входит в состав района Люхов-Данненберг. Подчиняется управлению Люхов (Вендланд). Население составляет 2254 человека (на 31 декабря 2010 года). Занимает площадь 71,77 км².
Коммуна подразделяется на 28 сельских округов.